# 1,000,000

100만에서 100만까지의 10의 거듭제곱 시각화

1,000,000(백만)은 999,999보다 크고 1,000,001보다 작은 자연수다.

## 수학
- 합성수로, 그 약수는 총 49개다.[a]
  - 100만의 진약수의 합은 1480437(148만 437)이므로, 100만은 과잉수다.
- 100만을 나타내는 SI 접두어는 메가(M, mega)다. 메가는 킬로의 1000배이며, 기가의 1000분의 1, 테라의 100만분의 1이다. 한편 메가는 굉장히 큰 수를 나타내기도 해서 상품명에 쓰이기도 한다.

## 106이상 107미만의 주요 자연수

### 1,000,001 ~ 1,999,999
- 1,000,003: 가장 작은 7자리 소수.
- 1,000,405: 가장 작은 7자리 삼각수.
- 1,000,151: 가장 작은 7자리 소피 제르맹 소수.
- 1,000,188: 가장 작은 7자리 아킬레스 수.
- 1,000,667: 가장 작은 7자리 안전 소수.
- 1,004,914: 가장 작은 7자리 케이크 수.
- 1,024,651: 44번째 카마이클 수, 가장 작은 7자리 카마이클 수.
- 1,048,576 = 220, 이진 접두어의 메비바이트(Mebibyte, MiB)
- 1,055,026: 25번째 테트라나치 수.
- 1,081,080: 39번째 고도 합성수.
- 1,149,851: 29번째 뤼카 수, 가장 작은 7자리 뤼카 수.
- 1,208,790: 가장 작은 7자리 오포체수.
- 1,346,269: 31번째 피보나치 수.
- 1,389,537: 26번째 트리보나치 수.
- 1,441,440: 40번째 고도 합성수.
- 1,594,323 = 313
- 1,679,616 = 68
- 1,860,498: 30번째 뤼카 수.
- 1,889,568 = 185
- 1,741,725: 각 자릿수의 7제곱의 합.
- 1,953,125 = 59

### 2,000,000 ~ 2,999,999
- 2,027,025: 15 이하의 모든 홀수 자연수의 곱.
- 2,033,628: 26번째 테트라나치 수.
- 2,097,152 = 221
- 2,162,160: 41번째 고도 합성수.
- 2,178,309: 32번째 피보나치 수.
- 2,555,757: 27번째 트리보나치 수.
- 2,674,440: 14번째 카탈랑 수.
- 2,882,880: 42번째 고도 합성수.
- 2,985,984 = 126

### 3,000,000 ~ 3,999,999
- 3,010,349: 31번째 뤼카 수.
- 3,141,593 {\displaystyle \approx 10^{6}\pi }
- 3,200,000 = 205
- 3,524,578: 33번째 피보나치 수.
- 3,603,600: 43번째 고도 합성수.
- 3,628,800 = 10!
- 3,919,944: 27번째 테트라나치 수.

### 4,000,000 ~ 4,999,999
- 4,194,304 = 222
- 4,210,818: 각 자릿수의 7제곱의 합.
- 4,213,597: 12번째 벨 수.
- 4,233,108 {\displaystyle \approx 10^{7}(\pi -e)} (OEIS의 수열 A073244)
- 4,324,320: 44번째 고도 합성수.
- 4,700,770: 28번째 트리보나치 수.
- 4,782,969 = 314
- 4,870,847: 32번째 뤼카 수.

### 5,000,000 ~ 5,999,999
- 5,702,887: 34번째 피보나치 수.
- 5,859,874 {\displaystyle \approx 10^{6}(e+\pi )} (OEIS의 수열 A059742)

### 6,000,000 ~ 6,999,999
- 6,486,480: 45번째 고도 합성수.

### 7,000,000 ~ 7,999,999
- 7,207,200: 46번째 고도 합성수.
- 7,418,880 = 4×8×15×16×23×42, 로스트에 나오는 숫자들의 곱.
- 7,555,935: 28번째 테트라나치 수.
- 7,881,196: 33번째 뤼카 수, 가장 큰 7자리 뤼카 수.

### 8,000,000 ~ 8,999,999
- 8,388,608 = 223
- 8,646,064: 29번째 트리보나치 수.
- 8,648,640: 47번째 고도 합성수.

### 9,000,000 ~ 9,999,999
- 9,227,465: 35번째 피보나치 수.
- 9,691,375: 가장 큰 7자리 오포체수.
- 9,694,845: 15번째 카탈랑 수.
- 9,699,690: 19 이하의 모든 소수의 곱.
- 9,765,625 = 510
- 9,800,817: 각 자릿수의 7제곱의 합.
- 9,890,881: 105번째 카마이클 수, 가장 큰 7자리 카마이클 수.
- 9,926,315: 각 자릿수의 7제곱의 합.
- 9,963,072: 가장 큰 7자리 케이크 수.
- 9,999,047: 가장 큰 7자리 안전 소수.
- 9,999,392: 가장 큰 7자리 아킬레스 수.
- 9,999,653: 가장 큰 7자리 소피 제르맹 소수.
- 9,999,991: 가장 큰 7자리 소수.

## 같이 보기
- 백만각형
- 백만장자
- 큰 수의 이름
- 크기 정도 (수)